# Winterset (Iowa)
Winterset es una ciudad ubicada en el condado de Madison en el estado estadounidense de Iowa. En el Censo de 2020 tenía una población de 5,353 habitantes y una densidad poblacional de 445.20 personas por km². Es la ciudad natal del actor John Wayne (1907-1979).

## Geografía
Winterset se encuentra ubicada en las coordenadas 41°20′59″N 94°1′5″O / 41.34972, -94.01806. Según la Oficina del Censo de los Estados Unidos, Winterset tiene una superficie total de 12.21 km², de la cual 11.85 km² corresponden a tierra firme y (2.95%) 0.36 km² es agua.

## Demografía
Según el censo de 2010, había 5190 personas residiendo en Winterset. La densidad de población era de 425 hab./km². De los 5190 habitantes, Winterset estaba compuesto por el 98.07% blancos, el 0.19% eran afroamericanos, el 0.21% eran amerindios, el 0.39% eran asiáticos, el 0% eran isleños del Pacífico, el 0.42% eran de otras razas y el 0.71% pertenecían a dos o más razas. Del total de la población el 2.04% eran hispanos o latinos de cualquier raza.